# Audi Typ A
La Typ A (nota anche come 10/22 PS) è stata un'autovettura prodotta dall'Audi dal 1910 al 1912. È stato il primo modello assemblato dalla casa automobilistica tedesca.

## Storia e profilo
La vettura vide la luce poco tempo dopo lo storico divorzio tra August Horch e l'azienda da lui fondata qualche anno prima, la Horch, appunto. Il consiglio di amministrazione della Horch accusò August di sperperare eccessivamente i fondi dell'azienda per esperimenti che di fatto si rivelavano poco remunerativi. Dopo un lungo periodo di tensioni con i membri del consiglio, August Horch lasciò l'azienda il 16 luglio 1909 e di lì a poco aprì una nuova azienda per la produzione di autovetture in proprio. Lo affiancarono alcuni fedelissimi che lasciarono anch'essi la Horch per seguire l'amico e collega August. Dopo che la vecchia azienda fondata da Horch impose a quest'ultimo di non utilizzare il vecchio marchio per le sue vetture, August Horch scelse di utilizzare il nome Audi come traduzione in latino del suo stesso cognome. Nel 1910 nacque così la prima Audi della storia, la Typ A. 

Questa vettura era basata tra l'altro sulla stessa struttura delle contemporanee Horch 10PS, della quale evidentemente August Horch poteva sfruttare le caratteristiche senza strascichi legali. La vettura montava un motore a benzina a quattro cilindri ed a quattro tempi, da 2.612 cm³ di cilindrata. La potenza erogata era di 22 CV, mentre l'alesaggio e la corsa erano, rispettivamente, 80 mm e 130 mm. Il cambio era a quattro rapporti, e la trazione era posteriore. La carreggiata anteriore e posteriore era 1.300 mm.
Con queste caratteristiche, la Typ A raggiungeva una velocità massima di 70 km/h. Fino al 1912 ne furono prodotti in totale 140 esemplari, al prezzo di 8.500 marchi ognuno. Al termine della produzione fu sostituita dalla Typ B, sua naturale evoluzione.